# Klaudia Jansová-Ignaciková
Klaudia Jansová-Ignaciková, rodným jménem Klaudia Jans (* 24. září 1984 Gdyně, Polsko) je bývalá polská tenistka. Ve své dosavadní kariéře vyhrála na okruhu WTA Tour dva turnaje ve čtyřhře. V rámci okruhu ITF získala do srpna 2012 jeden titul ve dvouhře a jedenáct ve čtyřhře.
Na žebříčku WTA byla ve dvouhře nejvýše klasifikována v srpnu 2004 na 410. místě a ve čtyřhře pak v říjnu 2011 na 40. místě.
Finále na grandslamu si zahrála v soutěži smíšené čtyřhry French Open 2012, ve kterém spolu s Mexičanem Santiagem Gonzálezem nestačili na indický pár Sania Mirzaová a Mahesh Bhupathi.
Ve fedcupovém týmu Polska debutovala v roce 2002 utkáním 1. skupiny zóny Evropy a Afriky proti Jugoslávii, v němž vyhrála čtyřhru. Do srpna 2012 v soutěži nastoupila k třiceti mezistátním utkáním s bilancí 0–1 ve dvouhře a 20–8 ve čtyřhře.
Polsko reprezentovala s Alicjou Rosolskou na londýnských Letních olympijských hrách 2012 v soutěži ženské čtyřhry.
Dne 2. července 2011 se provdala za sportovního novináře Bartosza Ignacika. Na facebookovém profilu zveřejnila 31. prosince 2012 informaci, že očekává narození prvního potomka a celou sezónu 2013 vynechá.

## Finále na Grand Slamu

### Smíšená čtyřhra: 1 (0–1)

#### Finalistka
| Rok  | Turnaj      | Partner           | Soupeři ve finále              | Výsledek  |
| 2012 | French Open | Santiago González | Sania Mirzaová Mahesh Bhupathi | 63–7, 1–6 |

## Finálové účasti na WTA Tour
| Legenda                                      |
| -------------------------------------------- |
| D – dvouhra; Č – čtyřhra                     |
| Grand Slam (0–0)                             |
| WTA Tour Championships (0–0)                 |
| Tier I / Premier Mandatory & Premier 5 (0–0) |
| Tier II / Premier (0–2 Č)                    |
| Tier III, IV & V / International (2–5 Č)     |

### Ženská čtyřhra: 9 (2–7)

#### Vítězka
| Č. | Datum           | Turnaj    | Povrch | Partnerka        | Soupeřky ve finále                            | Výsledek              |
| 1. | 12. duben 2009  | Marbella  | antuka | Alicja Rosolská  | Anabel M. Garriguesová Virginia R. Pascualová | 6-3, 6-3              |
| 2. | 26. května 2012 | Štrasburk | antuka | Olga Govorcovová | Natalie Grandinová Vladimíra Uhlířová         | 6–7(4–7), 6–3, [10–3] |

#### Finalistka
| Č. | Datum             | Turnaj   | Povrch | Partnerka       | Vítězky                                          | Výsledek         |
| 1. | 14. srpen 2004    | Sopoty   | antuka | Alicja Rosolská | Nuria Llagosteraová Vivesová Marta Marrerová     | 6-4, 6-3         |
| 2. | 1. květen 2005    | Varšava  | antuka | Alicja Rosolská | Tatiana Perebijnisová Barbora Záhlavová-Strýcová | 6-1, 6-4         |
| 3. | 24. červenec 2005 | Palermo  | antuka | Alicja Rosolská | Giulia Casoniová Maria Korytcevová               | 4-6, 6-3, 7-5    |
| 4. | 10. leden 2009    | Brisbane | tvrdý  | Alicja Rosolská | Anna-Lena Grönefeldová Vania Kingová             | 3-6, 7-5, 10-5   |
| 5. | 18. říjen 2009    | Linec    | tvrdý  | Alicja Rosolská | Anna-Lena Grönefeldová Katarina Srebotniková     | 6-1, 6-4         |
| 6. | 8. ledna 2011     | Brisbane | tvrdý  | Alicja Rosolská | Alisa Klejbanovová Anastasija Pavljučenkovová    | 6–3, 7–5         |
| 7. | 21. května 2011   | Brusel   | antuka | Alicja Rosolská | Andrea Hlaváčková Galina Voskobojevová           | 3–6, 6–0, [10–5] |

## Postavení na konečném žebříčku WTA

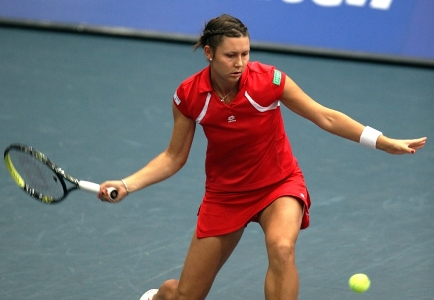
Klaudia Jansová v Linci 2009

### Dvouhra
| Rok    | 2001 | 2002   | 2003   | 2004   | 2005   | 2006   | 2007   | 2008   | 2009 |
| Pořadí | 979. | ▲ 698. | ▲ 629. | ▲ 450. | ▼ 867. | ▼ 921. | ▼ 962. | ▲ 866. | ▼x.  |

### Čtyřhra
| Rok    | 2001 | 2002   | 2003   | 2004   | 2005   | 2006  | 2007  | 2008  | 2009  |
| Pořadí | 872. | ▲ 258. | ▼ 439. | ▲ 167. | ▲ 104. | ▲ 85. | ▲ 77. | ▲ 57. | ▲ 48. |